# COME ON (YOUR SONG IS GOODのアルバム)
『COME ON』は、2002年8月9日に発売された日本のオルガン器楽曲バンド、YOUR SONG IS GOODの初のCDミニアルバム。発売元はカクバリズム。

## 解説
本作はYOUR SONG IS GOOD初のミニアルバム。1998年に結成し、ポストロックの路線を走りつつも行き詰まり、試行錯誤した結果、ダンス・ミュージックへ移行した最初の作品。ライナーノーツにてサイトウ"JxJx"ジュンは「やっぱりオレ達はどうしようもなく音楽好きなアホだった」と語っている。

## 収録内容

### CD
1. PAPA'S GROOVE
[Music:YOUR SONG IS GOOD]　4分03秒
このアルバムのリードトラック。
イントロにYOUR SONG IS GOODの前身バンドであるSCHOOL JACKETSの楽曲を引用している。
2. 10 INCH STOMP
[Music:ヨシザワ"モ〜リス"マサトモ]　3分32秒
現在のYOUR SONG IS GOODの基礎となった曲である。
のちにシングル「THE ReACTION E.P.」に再録されることになる。
3. HOT GRAPEFRUIT
[Music:サイトウ"JxJx"ジュン、ハットリ"ショ〜ティ"ヤスヒコ]　5分41秒
YOUR SONG IS GOOD流のラヴァーズロックという位置づけの曲である。
4. SHORTCAKE pt.1
[Music:YOUR SONG IS GOOD]　4分21秒
メンバー全員でジャムをしながら出来た楽曲である。
タイトルの由来はデクスター・ゴードンの「CHEESE CAKE」にあやかった。
5. MY MELODY
[Music:サイトウ"JxJx"ジュン]　4分29秒
すごく悲しい時は涙が出ていても笑ってしまうことをイメージして作った曲である。
6. RELAXIN’
[Music:YOUR SONG IS GOOD]　4分23秒
本作リリースの3年前からの演奏曲。作った当初はシリアスで長尺だったのが、最終的にはYOUR SONG IS GOOD流のファンキーカリプソになってしまったとのこと。そして、メンバー及び関係者が知らないうちにフジテレビ系列「ごきげんよう」の2004年夏期エンディングテーマに採用されていた。